# Keluak

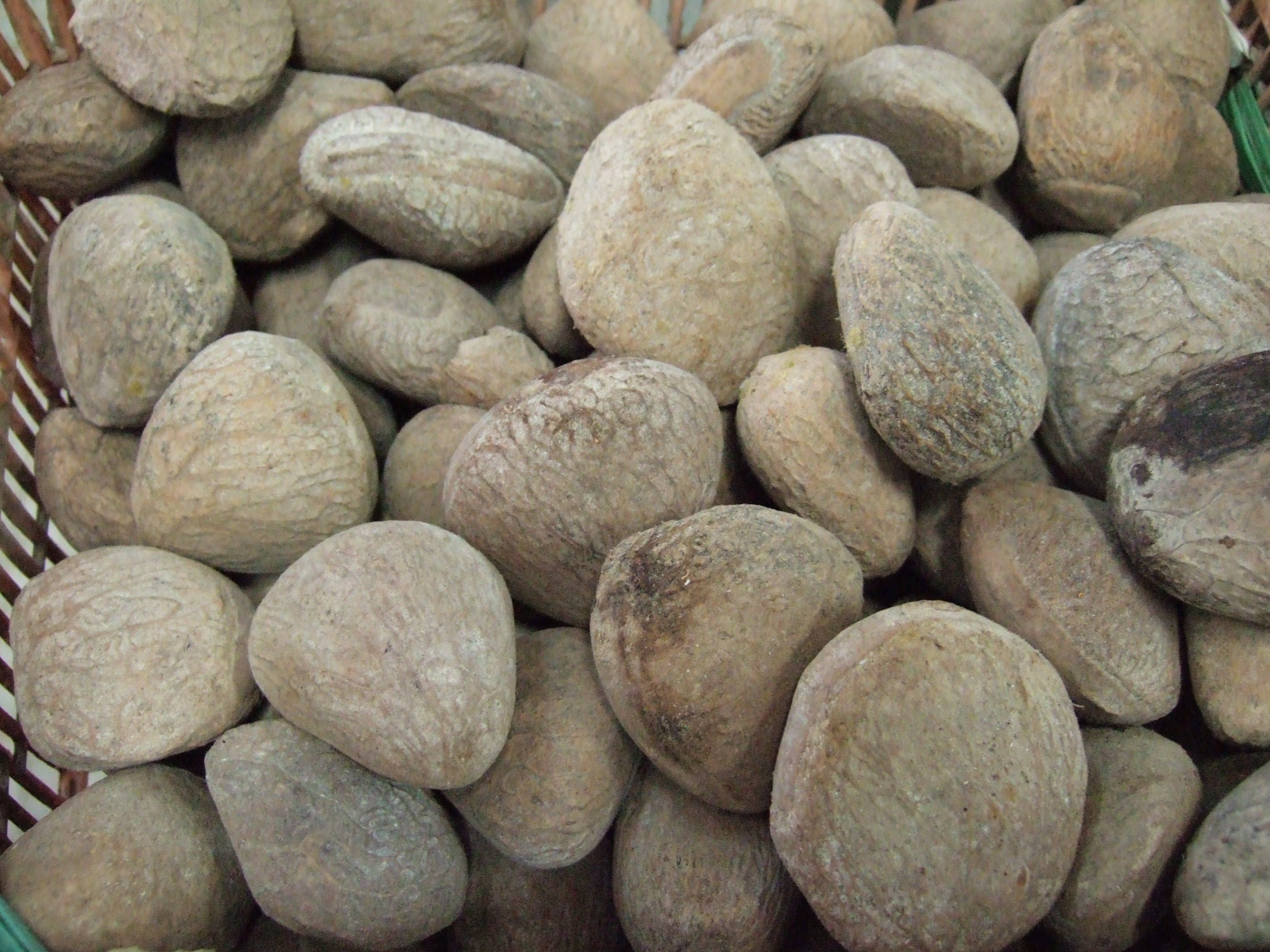
Keluak

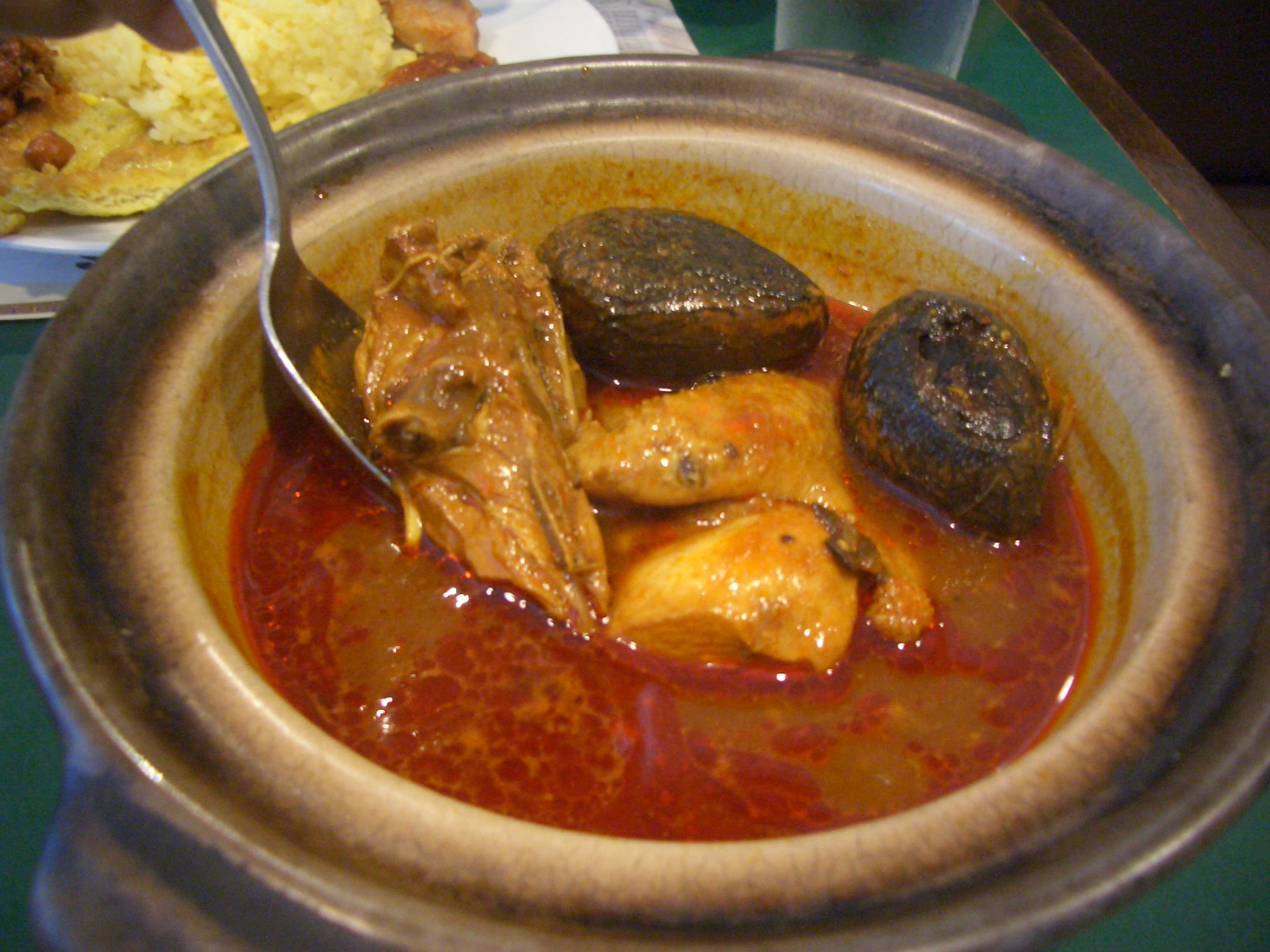
Gericht mit Keluak

Keluak, auch Keluwek, Keluwak, Kluwak oder Kluak genannt, ist der Samen des Pangi- oder Kepayang-Baums (Pangium edule), der in Südostasien beheimatet ist. Die Frucht hat etwa die Größe einer geschälten Kokosnuss, in der viele große Samen (Nüsse) unregelmäßig geschichtet sind.
Die Pangisamen werden in Zentral- und Ost-Java vor allem als Zutat für „Rawon“, eine Rindfleischsuppe, auf Sulawesi dagegen hauptsächlich für „Pamarassan“, ein Schweinefleischgericht benutzt. Während die Jawaner nur die in den „Nüssen“ enthaltenen Samen verwenden, nutzen die Toraja auf Sulawesi auch die getrocknete Schicht, die sich unter der Außenschale befindet.
In der Literatur wird berichtet, dass in den Samen Blausäure enthalten ist und diese zum Genießbarmachen erst vergraben und fermentiert werden müssen.